# 중세 전기
| 근동, 발칸반도 동로마 제국 아바스 칼리파국 불가리아 제1제국 북유럽 바이킹 핀족 스비아족과 고트족 데인족 동유럽 발트족 슬라브족 하자르 마자르족 아바르인 | 브리튼 제도와 아일랜드섬 아일랜드 픽트족 스코트족 웨일스 앵글로색슨 칠왕국 이탈리아반도 베네벤토 대공국 사르데냐 시칠리아 이베리아반도 아스투리아스 왕국 코르도바 토후국 |

카롤루스 대제 사후 카탈루냐 지방, 프랑스, 독일 서부, 이탈리아 북부 저지.
카롤루스 대제의 프랑크 왕국 (814)

중세 전기(Early Middle Ages)는 유럽사의 중세 기간 중 일부이며, 476년부터 1000년까지를 일컫는 용어이다. 중세 전기의 시작은 서로마 제국의 멸망 (476년)부터 시작되며, 1001년 이후에는 중세 중기가 시작된다. 이 시기는 게르만족의 민족 대이동이 시작된 시기다.
서로마 제국은 멸망했지만 동로마 제국은 이를 지속하고 로마 제국의 정통성을 지켜냈다. 서유럽의 경우 이베리아반도에는 이슬람 문명이 정복해 들어왔고, 이를 막기 위해 카롤루스 대제의 기독교 세계 수호와 신성 로마 제국의 건국이 이뤄졌다. 이 시기에는 삼포식 농업이 시행되었고, 봉건제가 확립되던 시기였다.

## 역사

### 프랑크 왕국의 성립
프랑크족은 라인강 하류 유역에서 차츰 용병과 그 밖의 형태로 로마 제국 영내에 침입하여, 5세기 초반에 들어서자 몇 개의 프랑크족 소왕국이 건설되었다. 5세기 말기에 프랑크 왕국이 성립되어서 메로빙거 왕조가 군림했다. 특히 창시자 클로비스 1세는 훈족의 격퇴에 공을 세워 라인강에서 피레네에 이르는 대영토를 수중에 넣었다. 더욱이 다른 동게르만 부족과는 달리, 클로비스가 가톨릭으로 개종한 것은 프랑크 왕국 발전의 열쇠가 되는 사건이기도 하였다. 한편 클로비스는 로마 황제의 관리로서의 지위를 벗어나지 못했으며, 왕국도 분할 상속제나 왕위의 공동세습제 등에 의해서 분열과 내란에 시달렸다.
프랑크 왕국에서는 메로빙거 왕조의 분국 상태가 계속되는 가운데, 아우스트라시아의 궁재(宮宰) 지위가 차츰 높아져서 왕국 전체의 궁재 지위를 겸하도록 되었다. 피핀, 카를 마르텔, 피핀 3세 등은 각각 궁재로서 활약했다. 7세기 초에 탄생한 사라센 제국의 우마이야 왕조 세력은 아프리카를 거쳐서, 8세기에는 서고트족을 멸망시키고 이베리아반도에 침입하여 프랑크 왕국과 충돌하기에 이르렀다. 카를 마르텔의 군대는 이슬람 교도를 투르 푸아티에 전투서 격퇴하고, 서유럽을 이슬람 교도의 침략에서 지켰다. 이어서 카를 마르텔의 아들 피핀 3세은 교황의 승인 아래 왕위를 빼앗아 카롤링거 왕조를 창시하였고, 다시 북부 이탈리아의 랑고바르드족을 멸망시켜 교황에게 광대한 땅을 기부하였다. 이렇게 카롤링거 왕조가 교황과 손을 잡음으로써 서로마 제국의 부흥자로서의 확고한 지위를 얻음과 동시에, 로마 교회 또한 동방 교회의 간섭으로부터 독립하여, 서방 정신계(界)의 독립을 꾀하기에 이르렀다. 또한 메로빙거 왕조 시대의 대토지 소유의 발전은 분국의 혼란을 초래했으나, 궁재 시대부터 이 봉건 체제를 재편성하면서 집권화에의 권력적, 제도적인 노력이 계속되고, 드디어 카를 대제에 의한 왕국의 확립과 번영의 시대가 도래하였다.

### 카를의 대관

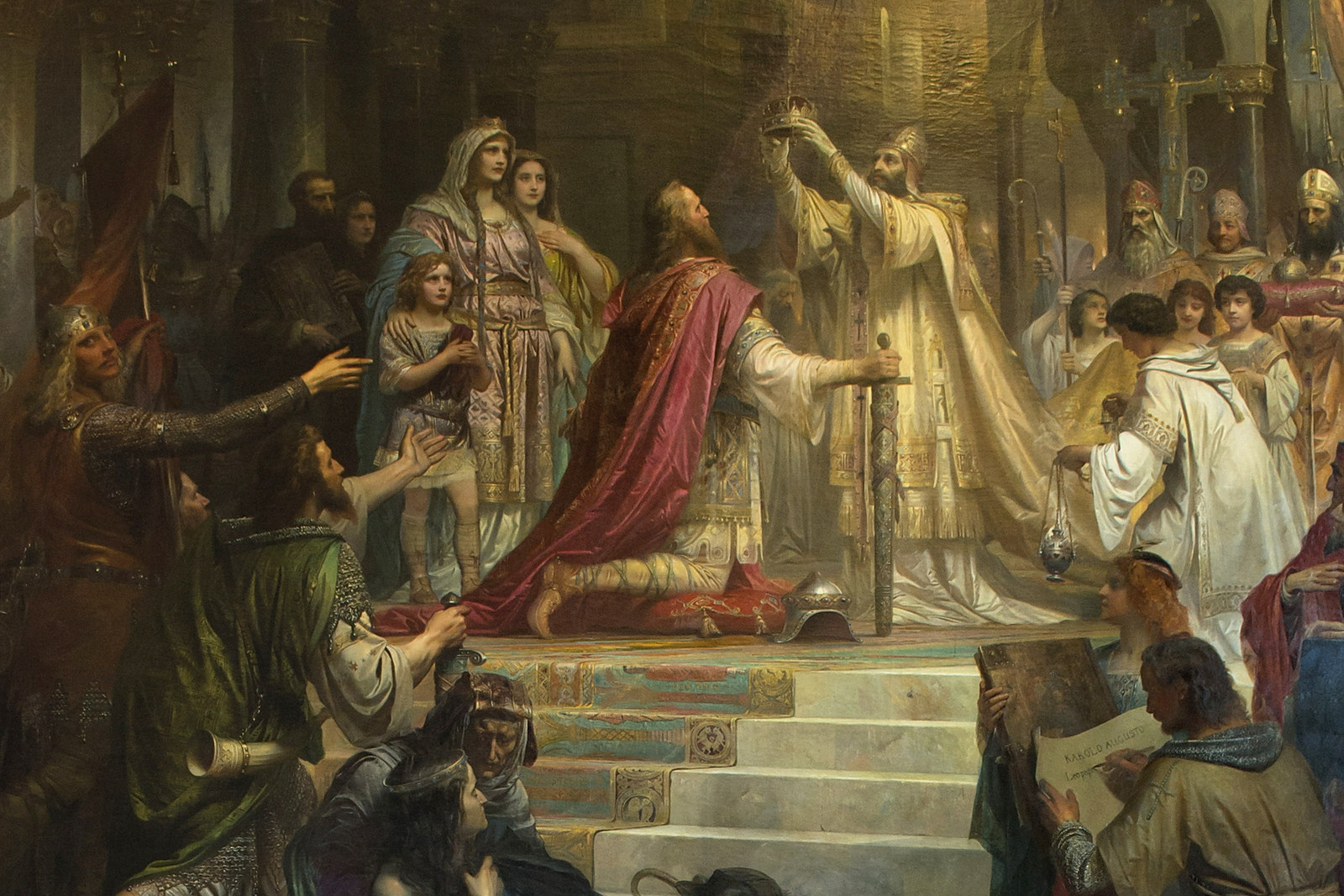
800년 카를의 대관

프랑크 국왕 카를 시대에 게르만 민족의 대부분이 프랑크 왕국에 통합되었다. 800년에 카를은 교황 레오 3세와 대립되는 세력을 누르기 위해 로마로 향하였으며, 크리스마스에 성 베드로 대성당에서 기도를 끝내고 일어나려는 카를의 머리 위에 교황이 제관을 씌워 주었다. 이 사건은 교황과 카를 중 어느 쪽의 착상에 의한 것인지는 명확하지 않으나 양자에게는 극히 중요한 의미를 갖는 것이다. 즉, 교황은 피핀 3세 이래 프랑크 왕국과의 제휴를 강화하고 더욱이 황제 칭호를 줌으로써 로마가톨릭 교회가 그리스 교회에서 해방된다는 의도를 달성시킬 수가 있었다. 또 카를의 입장에서 보면, 그는 교회의 보호자로서 그리스도교적인 사명에 따라 그리스도교를 정신적 지주로 받들고 서로마 제국 재건의 패업을 성취한 것으로서, 대관에 의해 명실공히 서유럽의 지배자가 될 수 있었던 것이다. 이 사건은 중세 유럽에서 황제권과 교황권과의 연관관계(제휴인 동시에 대립되는)가 특히 독일·이탈리아 왕국 역사에서 밀접하여 중요한 의미를 갖는 것이다.

### 프랑크 왕국의 분열

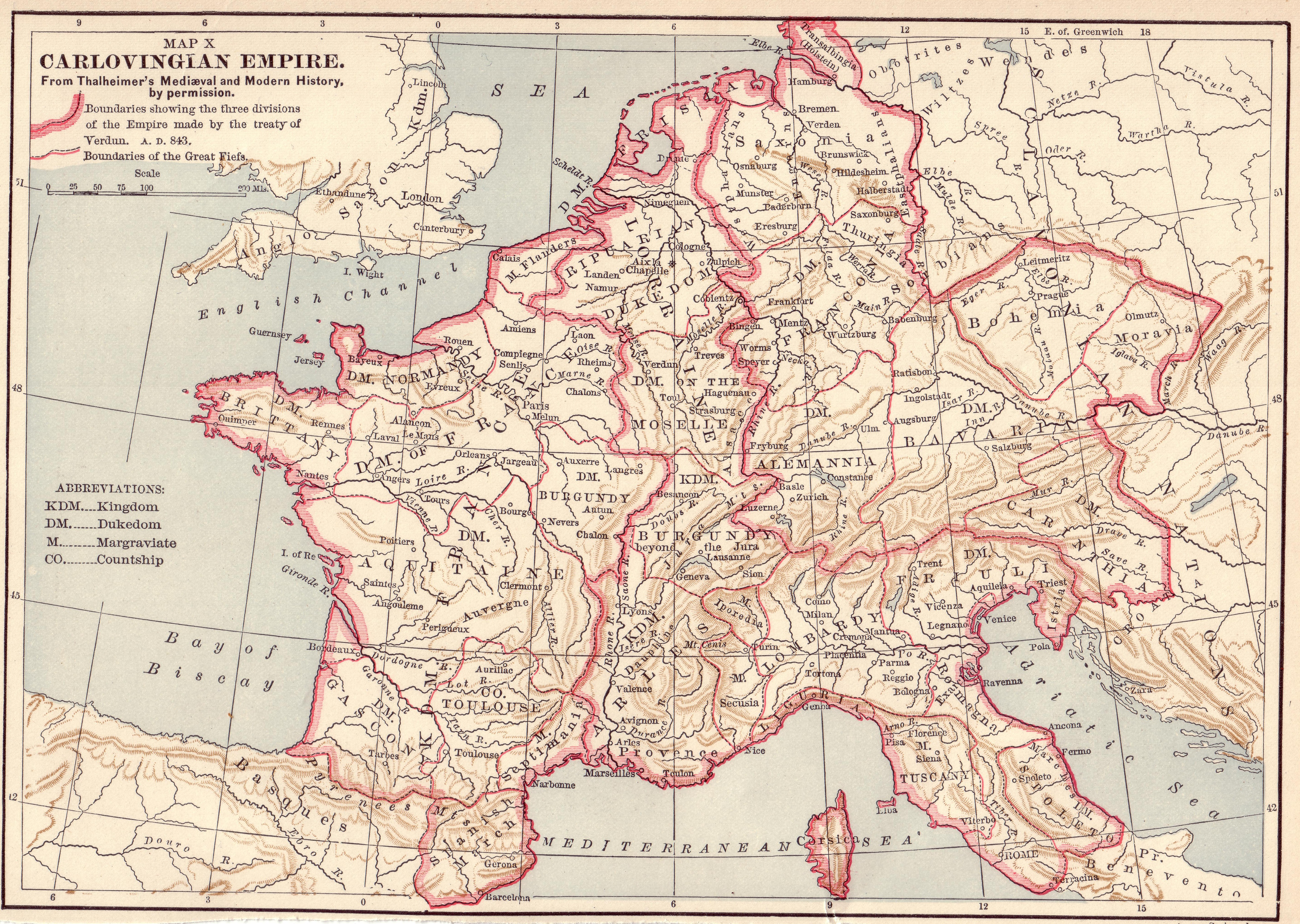
843년 베르됭 조약으로 나눠진 프랑크 왕국 지도

프랑크 왕국은 카를 대제의 사후, 아들 루트비히 1세(루이 1세)를 지나 분열의 징조를 보이기 시작했다. 루트비히 1세 사후, 제국은 그의 세 아들 로타르 1세, 루트비히 2세(루이 2세), 카를 2세에 의해 분할 통치되기에 이르렀다. 그러나 장자인 로타르에 대해 루트비히와 카를이 결합하여 대립했고, 베르됭, 메르센의 두 조약으로 왕국의 분열은 결정적인 것이 되어 버렸다. 왕국은 동프랑크, 서프랑크, 이탈리아의 세 지역으로 나누어졌지만, 동프랑크에서는 10세기 초에 프랑크 왕통과 관계 없는 작센 왕조가 왕위에 올랐다. 또 서프랑크에서는 10세기 말 카페 왕조가 군림하기에 이르렀다. 이탈리아에서는 소국 분열 상태가 진행되고 있었고, 노르만인의 침입이나 독일의 간섭 정책도 가중되어 중세를 통해 통일 왕조는 출현하지 않았다.

### 신성 로마 제국의 성립
작센공 하인리히 1세의 아들 오토 1세가 962년에 교황 요한 12세로부터 대관됨으로써 신성 로마 제국이 성립되었다. 오토는 이탈리아를 지배하고 이에 교권과 정권의 결합이 강화되어, 그에 앞서 교황으로부터 대관된 카를 대제와는 그러한 의미에서 자주 비교되어 왔다. 그러나 오토 대제의 경우는 독일 국내의 통일 사업에 교회 세력을 충분히 이용하려 한 점에서 카를 대제보다 훨씬 적극적이었다. 즉 교회에 막대한 토지를 스스로 기부하는 한편 성직자를 국가의 관리로 간주하여 성직 임명권을 획득하고, 공조(貢租)를 징수했다. 이와 같이 세력을 항상 수중에 장악하기 위해서도 오토 대제 이하 역대 황제는 이탈리아 지배에 전념하였고, 그 때문에 오히려 제국은 끊임없는 분열을 되풀이했다. 신성 로마 제국의 성립은, 고대 로마 제국 재현의 기대에 호응한 것이었으며, 동시에 일시적이긴 하나 유럽에서의 제국의 우월을 가져온 것이었다.

### 잉글랜드 통일
앵글로색슨인은 몇 개의 소왕국으로 나누어져 있었으나, 일시적으로는 한 나라가 다른 소왕국의 반(半)독립을 인정하면서, 이들에게 종주권을 행사하는 수가 있었다. 샤를마뉴 시대에는 머시아 왕국이 사실상 잉글랜드 전역의 주도권을 장악하였으며, 9세기 초부터 웨식스 왕국이 주도권을 장악하였으나 다른 소왕국의 독립은 방해하지 않았다. 그런데 이 때부터 데인인의 침입이 격렬하여 웨식스를 제외한 앵글로색슨인의 여러 왕국은 모두 멸망하고, 템스강 이북의 데인로(Danelaw)를 중심으로 하는 데인인과 잉글랜드의 서남부 웨식스 왕국이 서로 다투게 되었다. 처음에는 웨식스 측이 열세로 런던도 빼앗겼지만 앨프레드 대왕 치세부터 웨식스의 주도하에 앵글로색슨인들은 공세로 나가 차차 데인로 지역을 회복하고 애설스탠 왕 때 처음으로 전잉글랜드 왕으로 호칭하면서 웨식스 왕국은 잉글랜드 왕국으로 개편되었으며, 더욱이 에드거 왕 때 데인로 지방의 데인인에게 자치를 인정했다고는 하나, 잉글랜드 왕국의 일원이라는 것을 서약시켜 앵글로색슨인과 데인인의 융합이 진행되었다.

### 노르드인의 활동

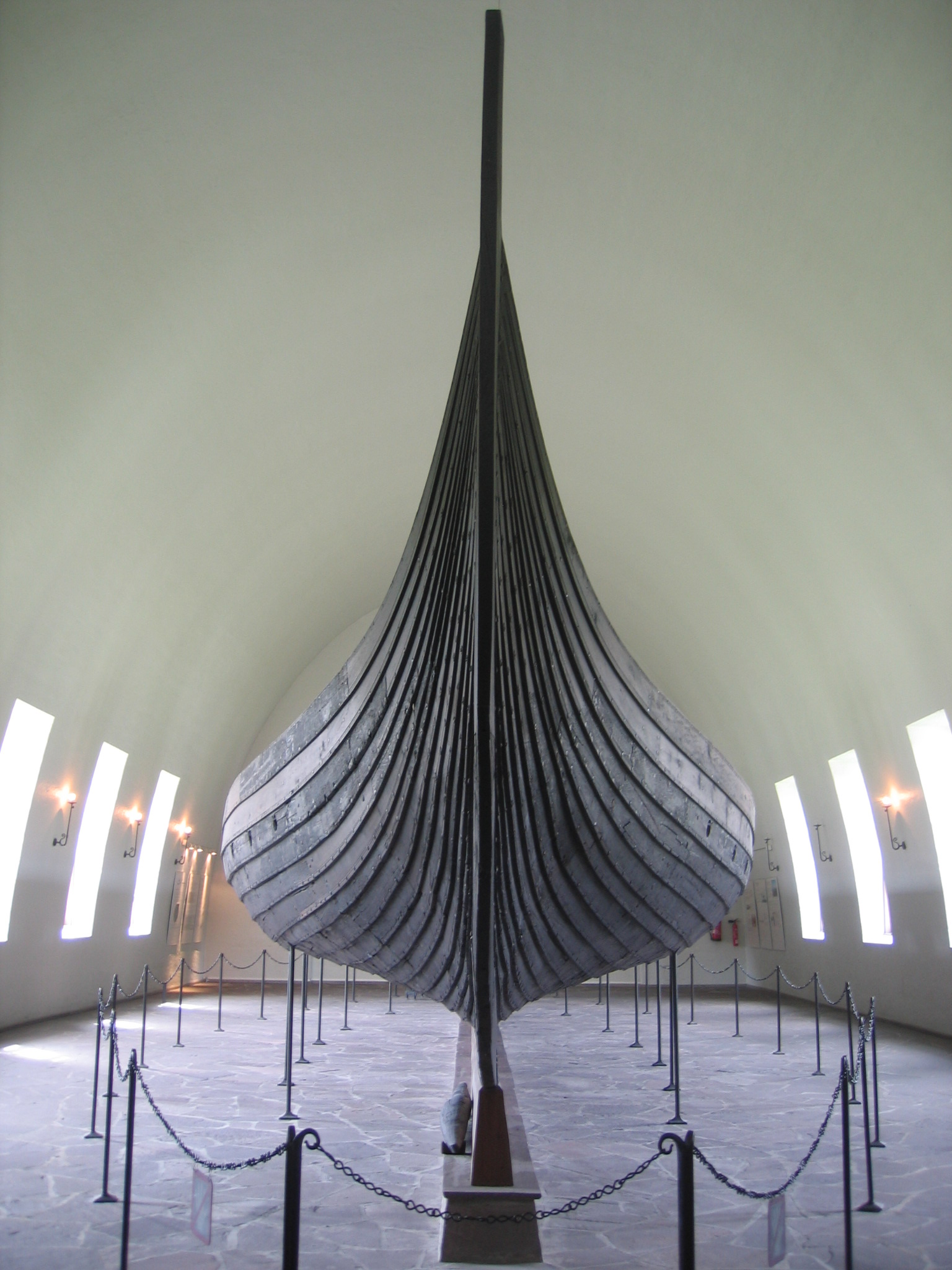
고크스타호. 9세기 바이킹 랑스킵.

9 ,10세기의 유럽은 동쪽의 마자르, 남쪽의 사라센, 북쪽의 노르드인들로부터 침략을 받았으며, 특히 노르드인은 유럽 사회에 많은 영향을 끼쳤다. 그들은 보통 소(小)부족으로 분할되어 있었지만, 중부 스웨덴 우프란드 지방의 스베아족, 요트란드 지방의 요타르족, 남스웨덴 스코네 지방의 데인족은 옛날부터 강한 통합체를 갖고 있었던 것으로 보인다. 스베아족과 요타르족은 후에 스웨덴을 형성하고, 데인족은 오늘날의 덴마크를 구성하고 있는 유틀란드반도와 제란드섬에 진출하여 덴마크를 형성하였으며, 피욜드에 할거하고 있던 여러 부족은 노르웨이 왕국으로 통일된다.
이미 7, 8세기부터 노르웨이인은 서쪽 패로즈 제도, 셰틀랜드, 오쿠니 제도 등으로, 스웨덴인은 동발트해 연안 지방으로 약간씩 진출하고 있었지만, 8세기 말 이후 용골(龍骨)이 달리고 40~80인을 태울 수 있는 배를 개량, 완성함과 동시에 서유럽 여러 나라를 침략하게 되는데, 이때부터 11세기까지를 북구에서는 바이킹 시대라고 한다. 처음에는 여름 한 철만 배를 타고 연안·하구 지방을 습격하여 약탈하고는 물러가던 그들이 점차 템스강, 루아르강 등의 하구에 있는 섬에서 월동(越冬)하게 되고, 9세기 후반에는 대규모화되어서 내륙 지방에 근거지를 만들어, 잉글랜드나 프랑스에서는 일부 지방을 노르드화하기도 했다. 특히 북프랑스의 노르망디에 정착한 노르드인은 이후 노르만인으로 분화되었고 11세기 후반에 잉글랜드, 남이탈리아를 정복하여 각기 노르만 왕조를 세워 오랫동안 영향을 미쳤다.
스웨덴인은 주로 동쪽으로 향하여 볼가강·드네프르강을 지나 아라비아·비잔틴 세계와 접촉하여, 콘스탄티노플에서는 궁정 친위대로 고용되어 와랴그라 불리었다. 노르웨이인은 아이슬란드, 그린란드를 발견하여 식민지화했으며, 아메리카 대륙도 발견했다고 전해진다. 침략 및 약탈을 하고, 공조(貢租)를 요구하는 한편 상업 활동에 종사했다는 것은 잘 알려져 있다. 또 그들에 대처하기 위해 지방 호족의 세력이 발전하여 지방 분권적인 봉건제의 확립에도 기여하게 됐다.

### 키예프 루스건국
동유럽에 널리 분포되어 있던 동슬라브인은 6세기에는 중부 드네프르 지방에 정착하여 농경을 시작하고 있었는데 이들은 볼가강 하류에 있는 하자르 카간국에 종속되어 있었다고 생각된다. 도시 키예프(Kiev)의 성립은 오래되었으며 수장(首長)들에 대한 전설도 있지만, 키예프 루스의 성립은 9세기 말로, 노브고로드 루스의 수장 류리크의 사후 올레그 베시가 키예프를 점령함으로써 오늘날 러시아, 우크라이나, 벨라루스의 전신인 키예프 루스를 건설하였다. 이후 10세기 경 키예프 루스는 비잔티움 제국과 통상조약을 맺었으며, 야로슬라프 1세때 전성기를 맞이하였지만 11세기가 되면서 키예프 루스는 여러 군소 공국들로 분열되었다.

### 봉건제의 성립
유럽의 봉건제는 8세기경부터 프랑스에서 시작하여 유럽으로 전파되었다. 봉건사회의 기초는 장원제와 농노제이며 이 지배자간의 주종관계를 레헨 제도라고 한다. 봉건제도는 로마의 노예제도와 게르만, 슬라브 민족의 씨족제도의 해체 위에 성립되었다. 봉건사회의 기본 계급인 영주와 농노는 일반적으로 로마의 노예 소유 계급(自由人·市民) 혹은 씨족제 사회의 기본 대중인 자유인의 내부에서 발생하는 계급 분화의 결과로 나타났다. 즉 로마에서는 노예제도가 한계점에 도달함으로써 자유인은 일부 대(大)토지 소유자와 다수의 콜로누스로 분열하였고, 씨족제도 사회에서는 귀족과 몰락 농민으로 분열했으며, 이들 콜로누스나 몰락 농민의 자손이 농노가 된다.
봉건제도에서는 지배자 계급이 국왕→제후→하급 영주→기사라고 하는 피라미드 형태의 정치 질서를 구성하고, 그 정점에 위치한 국왕은 항상 통일의 방향을 바라지만 경제의 지방적·자급적인 성격 때문에 제후·영주의 독립 경향이 강하고, 실질적으로는 지방분권이 봉건사회의 특징 중 하나가 되었다. 지방분권화 경향은 노르만인의 침입에 의해서도 촉진되었다. 그들은 배로 자유로이 하천을 항해하여 중앙군(中央軍)이 없는 곳에 상륙했으므로 이들과 싸우려면 지방호족 밑에 뭉쳐서 도시와 성채(城砦)를 발달시키지 않으면 안 되었기 때문이다.
유럽 봉건제도의 또 하나의 특색은 그리스도교이다. 즉 교회는 스스로 교황→대사교→사교→사제라는 신분 질서를 가지고 광대한 영지를 소유하여 그 자체가 바로 봉건사회를 형성하는 것이다. 또한 그리스도교의 교리 그 자체가 신분 질서의 유지를 도모하는 정신적인 기둥이었다. 때문에 유럽의 반(反)봉건 투쟁은 가톨릭에 대한 이단이라는 외관을 가졌던 것이다.

## 같이 보기
- 중세
- 중세 중기
- 중세 말기
- 봉건제
- 암흑 시대
- 민족 대이동

## 참고 문헌
- 이 문서에는 다음커뮤니케이션(현 카카오)에서 GFDL 또는 CC-SA 라이선스로 배포한 글로벌 세계대백과사전의 내용을 기초로 작성된 글이 포함되어 있습니다.

| 이전 고대 |  | 다음 중세 성기 |